# روی ماسه‌های بابل
روی ماسه‌های بابل (انگلیسی: In the Sands of Babylon) فیلمی در ژانر درام به کارگردانی محمد الدرادجی است که در سال ۲۰۱۳ منتشر شد.